# Ongaku Senshi Music Fighter
Ongaku Senshi MUSIC FIGHTER (音楽戦士 MUSIC FIGHTER) est une émission de variétés japonaise hebdomadaire d'une heure, diffusée dans la nuit du vendredi au samedi d'octobre 2004 à mars 2010 sur la chaine NTV.